# Anaphalis plicata
Anaphalis plicata là một loài thực vật có hoa trong họ Cúc. Loài này được Kitam. mô tả khoa học đầu tiên năm 1953.